# 阿米纳加尔萨赖
阿米纳加尔萨赖（Aminagar Sarai），是印度北方邦Baghpat县的一个城镇。总人口10114（2001年）。

## 人口
该地2001年总人口10114人，其中男性5302人，女性4812人；0—6岁人口1767人，其中男916人，女851人；识字率58.74%，其中男性为68.52%，女性为47.96%。